# تشارلز تي باين
تشارلز تي باين (بالإنجليزية: Charles T. Payne)‏ هو أمين مكتبة وعسكري أمريكي، ولد في 1 فبراير 1925 في بيرو في الولايات المتحدة، وتوفي في 1 أغسطس 2014.